# Tensore di Schouten
In geometria differenziale e in relatività generale, il tensore di Schouten è un tensore di rango 2 introdotto da Jan Arnoldus Schouten definito per n ≥ 3 da:
{\displaystyle P={\frac {1}{n-2}}\left(\mathrm {Ric} -{\frac {R}{2(n-1)}}g\right)\,\Leftrightarrow \mathrm {Ric} =(n-2)P+Jg\,,}
dove Ric è il tensore di Ricci (definito contraendo il primo e il terzo indice del tensore di Riemann), R è la curvatura scalare, g è la metrica riemanniana definita su una varietà differenziabile M, {\displaystyle J={\frac {1}{2(n-1)}}R} è la traccia di P and n è la dimensione della varietà M.
Il tensore di Weyl eguaglia il tensore di curvatura meno il prodotto di Kulkarni–Nomizu (una specifica operazione algebrica tra tensori) tra il tensore di Schouten tensor e il tensore metrico g. Adottando la notazione degli indici astratti si ha:
{\displaystyle R_{ijkl}=W_{ijkl}+g_{ik}P_{jl}-g_{jk}P_{il}-g_{il}P_{jk}+g_{jl}P_{ik}\,.}
Il tensore Schouten appare spesso nella geometria conforme a causa della sua legge di trasformazione conforme relativamente semplice
{\displaystyle g_{ij}\mapsto \Omega ^{2}g_{ij}\Rightarrow P_{ij}\mapsto P_{ij}-\nabla _{i}\Upsilon _{j}+\Upsilon _{i}\Upsilon _{j}-{\frac {1}{2}}\Upsilon _{k}\Upsilon ^{k}g_{ij}\,,}
dove {\displaystyle \Upsilon _{i}:=\Omega ^{-1}\partial _{i}\Omega \,.}